# Departamento de Sacatepéquez
Sacatepéquez, oficialmente el Departamento de Sacatepéquez, es uno de los veintidós departamentos que conforman la República de Guatemala, situado en la región central del país. Sacatepéquez limita al norte, con el departamento de Chimaltenango; al sur con el departamento de Escuintla; al este con el departamento de Guatemala; y al oeste con el departamento de Chimaltenango. La cabecera departamental, Antigua Guatemala, se encuentra al oeste de la Ciudad de Guatemala.

## Idografia

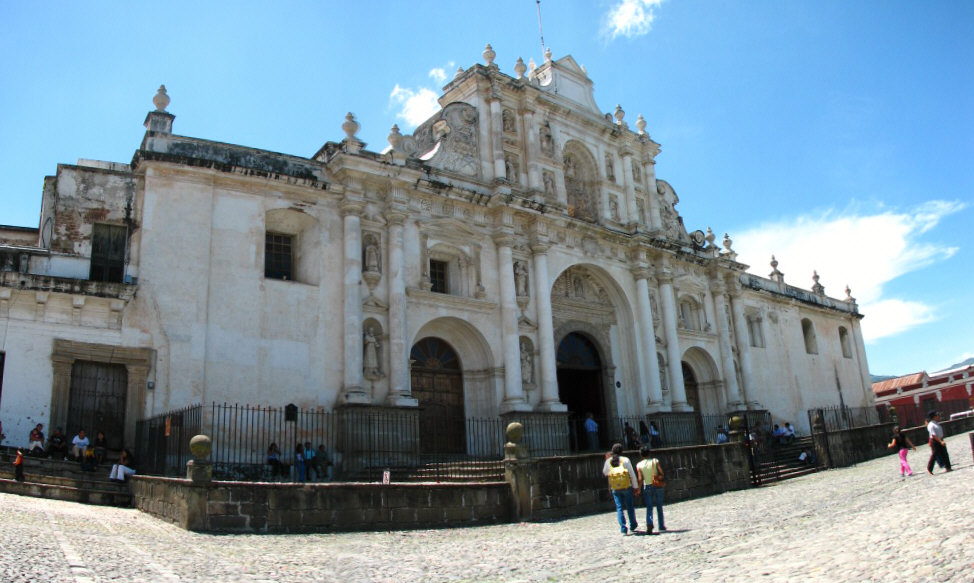
Catedral de Antigua Guatemala, ubicada frente al Parque Central, julio de 2006.

La etimología de Sacatepéquez, según el historiador Fuentes y Guzmán, proviene de la «lengua del país de los Pipiles» en la que sacat significa «yerba o zacate» y tepet significa «cerro»; que quiere decir «cerro de yerba o zacate». El historiador colonial describió así el área que ocupaba el Valle de Sacatepéquez en 1690: «Corre y se dilata este valle después del de Mixco, quebrado en unas y otras lomas y muy levantados y eminentes cerros en la circunvalación de su terreno, por más de treinta y seis leguas circunferentes de su propio territorio; siguiendo el diámetro de su asiento y situación. [...] Su encumbrado y eminente terreno, de sólido y macizo penino, muestra en atezado y lustroso migajón de tierra jugosa y fecunda, la calidad de fructífica y sazonada sustancia.»
Fuentes y Guzmán describió que en 1690 había seis poblados: San Juan, San Pedro, San Lucas y Santiago Sacatepéquez, así como Quiaguistán y Sumpango, los cuales en ese entonces producían manzanas, duraznos, membrillos, peras y chamborote que eran enviados a la ciudad de Santiago de los Caballeros de Guatemala.

### Antigua Guatemala, Capital del reino
En la época de la colonia fue llamada por Felipe II, como Muy Noble y Muy Leal Ciudad de Santiago de los Caballeros por considerarla como una metrópoli que se había convertido en un emporio de riqueza y de importancia dado que sus habitantes se preocupaban por obtener un desarrollo social, cultural y económico del cual surgieron nuevos valores en la ciencia, las letras y las artes.
El trazo de la nueva ciudad se encomendó al ingeniero real Juan Bautista Antonelli. Nueve años después se levantaban los primeros edificios públicos, templos y viviendas, a los cuales habrían de seguir con el tiempo otras construcciones de mayor suntuosidad, como el Palacio de los Capitanes Generales, el del Ayuntamiento, la Universidad de San Carlos de Borromeo, el Palacio Arzobispal, el Seminario, la Real Aduana, los hospitales, así como los monumentales templos católicos de La Merced, La Catedral, San Francisco y Concepción; así también, las iglesias de El Carmen, Candelaria y Santa Rosa.
Durante esa época surgieron nobles y generosos personajes como el Obispo Francisco Marroquín, el Hermano Pedro José de Betancourt, Fray Bartolomé de las Casas, Fray Domingo de Betanzos, Fray Rodrigo de la Cruz, el Presbítero Mariano Navarrete y otros más de gran recordación, cuya intercesión ayudó a mejorar las condiciones de vida de los indígenas que fueron sacrificados durante varias generaciones para cargar con las pesadas piedras que se utilizaban en la construcción de los edificios de esa época. Durante la colonia, la capital del reino de Guatemala tuvo 37 capitanes generales o gobernadores, entre estos, hubo 3 condes y 2 marqueses, siendo los más sobresalientes el conde de la Gomera y el marqués de Lorenzana.

### Doctrinas de los dominicos

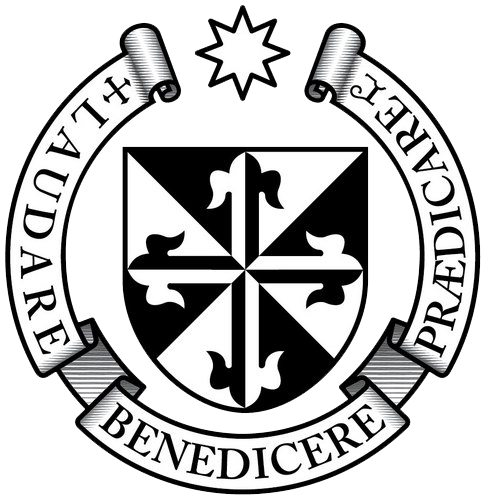
Escudo de la Orden de Predicadores.

Tras la conquista, la Corona española se enfocó en la catequización de los indígenas. Las congregaciones fundadas por los misioneros reales en el Nuevo Mundo fueron llamadas «doctrinas de indios» o simplemente «doctrinas». Originalmente, los frailes tenían únicamente una misión temporal: enseñarle la fe católica a los indígenas, para luego dar paso a parroquias seculares como las establecidas en España; con este fin, los frailes debían haber enseñado los evangelios y el idioma español a los nativos. Ya cuando los indígenas estuvieran catequizados y hablaran español, podrían empezar a vivir en parroquias y a contribuir con el diezmo, como hacían los peninsulares.
Pero este plan nunca se llevó a cabo, principalmente porque la corona perdió el control de las órdenes regulares tan pronto como los miembros de éstas se embarcaron para América. Protegidos por sus privilegios apostólicos para ayudar a la conversión de los indígenas, los misioneros solamente atendieron a la autoridad de sus priores y provinciales, y no a la de las autoridades españolas ni a la de los obispos. Los provinciales de las órdenes, a su vez, únicamente rendían cuentas a los líderes de su orden y no a la corona. Una vez habían establecido una doctrina, protegían sus intereses en ella, incluso en contra de los intereses del rey y de esta forma las doctrinas pasaron a ser pueblos de indios que se quedaron establecidos para todo el resto de la colonia.
Las doctrinas fueron fundadas a discreción de los frailes, ya que tenían libertad completa para establecer comunidades para catequizar a los indígenas, con la esperanza de que estas comunidades pasaran con el tiempo a la jurisdicción de una parroquia secular a la que se le pagaría el diezmo. En realidad, lo que ocurrió fue que las doctrinas crecieron sin control y nunca pasaron al control de parroquias; se formaron alrededor de una cabecera en donde tenían su monasterio permanente los frailes y de dicha cabecera salían los frailes a catequizar o visitar las aldeas y caseríos que pertenecían a la doctrina, y que se conocían como anexos, visitas o pueblos de visita. Así pues, las doctrinas tenían tres características principales:
1. eran independientes de controles externos (tanto civiles como eclesiásticos)
2. eran administradas por un grupo de frailes
3. tenían un número relativamente grande de anexos.[7]

La administración colectiva por parte del grupo de frailes era la característica más importante de las doctrinas ya que garantizaba la continuación del sistema de la comunidad en caso falleciese uno de los dirigentes.
Hasta el 12 de febrero de 1546, fecha en que se erigió la arquidiócesis de México por medio de la bula Super universæ orbis ecclesiæ, las diócesis de Chiapas y de Guatemala fueron sufragáneas de la archidiócesis de Sevilla. Desde ese momento quedaron como sufragáneas de México y entonces, el obispo Francisco Marroquín dividió la administración del valle central de Guatemala entre los frailes de la Orden de Predicadores y los franciscanos. «El Barrio» —modernos departamentos de San Marcos y Huehuetenango— fue asignado a los Mercedarios.
En 1638, los dominicos separaron a sus grandes doctrinas —que les representaban considerables ingresos económicos— en grupos centrados en sus seis conventos, y la doctrinas ubicadas en lo que posteriormente serían los departamentos de Guatemala y de Sacatepéquez quedaron en la jurisdicción del convento de la ciudad de Santiago de los Caballeros de Guatemala:
| Convento     | Doctrinas | Convento  | Doctrinas                                                                                     |
| ------------ | --- | --------- | --------------------------------------------------------------------------------------------- |
| Guatemala    | - Chimaltenango - Jocotenango - Sumpango - San Juan Sacatepéquez - San Pedro Sacatepéquez - Santiago Sacatepéquez - Rabinal - San Martín Jilotepeque - Escuintla - Milpas Altas - Milpas Bajas - San Lucas Sacatepéquez - Barrio de Santo Domingo | Amatitlán | - Amatitlán - Petapa - Mixco - San Cristóbal                                                  |
| Guatemala    | - Chimaltenango - Jocotenango - Sumpango - San Juan Sacatepéquez - San Pedro Sacatepéquez - Santiago Sacatepéquez - Rabinal - San Martín Jilotepeque - Escuintla - Milpas Altas - Milpas Bajas - San Lucas Sacatepéquez - Barrio de Santo Domingo | Verapaz   | - Cahabón - Cobán - Chamelco - San Cristóbal - Tactic                                         |
| Guatemala    | - Chimaltenango - Jocotenango - Sumpango - San Juan Sacatepéquez - San Pedro Sacatepéquez - Santiago Sacatepéquez - Rabinal - San Martín Jilotepeque - Escuintla - Milpas Altas - Milpas Bajas - San Lucas Sacatepéquez - Barrio de Santo Domingo | Sonsonate | - Nahuizalco - Tacuxcalco                                                                     |
| San Salvador | - Apastepeque - Chontales - Cojutepeque - Cuscatlán - Milpas Bajas - Tonacatepeque | Sacapulas | - Sacapulas - Cunén - Nebaj - Santa Cruz - San Andrés Sajcabajá - Zacualpa - Chichicastenango |

El historiador Fuentes y Guzmán relata que en 1681, el vicario dominico de San Pedro Sacatepéquez, fray Francisco de Paz y Quiñónez, O.P., descubrió una veta de piedras rojas y negras mientras paseaba por un riachuelo cercano a su residencia y que cuando este mandó a su fiscal —un indígena ministro de vara negra encargado de que los niños fueran a doctrina— quien le llevó varias libras del material, el que, una vez analizado en la ciudad de Santiago de los Caballeros de Guatemala, fue clasificado como rubíes y plata.  Poco después, el vicario de Paz y Quiñónez fue nombrado prior del convento y casa grande en la capital del reino y el descubrimiento de la veta quedó en el abandono, aunque en 1690 ya se habían descubierto lavaderos ricos de oro en una región conocida como «Portillo»; el oro era de 23 quilates.
El 17 de enero de 1752, José Vásquez Priego Montaos y Sotomayor —Miembro de la Orden de Santiago y teniente general de los reales ejércitos— fue nombrado Capitán General de Guatemala y de inmediato comenzó la construcción de la Fortaleza de San Fernando en Omoa, Honduras, pero cuando fue a visitar las obras se enfermó y poco después murió en 1753. Durante su corto gobierno creó las alcaldías mayores de Chimaltenango y de Sacatepéquez.
El historiador Domingo Juarros escribió que en 1754, en virtud de una Real Cédula parte de las Reformas Borbónicas, todos los curatos de las órdenes regulares fueron traspasados al clero secular, y en 1766 intentaron unirse las alcaldías mayores de Chimaltenango y Sacatepéquez, pero que no pudo mantenerse la unión, por lo que ambas permanecieron separadas hasta después de la independencia de Centroamérica.

### Tras el terremoto de Santa Marta
El año 1773 fue fatídico para la opulenta metrópoli del reino de Guatemala, pues el 29 de julio ocurrió el devastador terremoto de Santa Marta, que arruinó la mayoría de sus hermosos edificios y viviendas, obligando su traslado a la Nueva Guatemala de la Asunción, donde terminó el período colonial en 1821.

### Creación del Estado de Guatemala
El Estado de Guatemala fue definido de la siguiente forma por la Asamblea Constituyente de dicho estado que emitió la constitución del mismo el 11 de octubre de 1825: «el estado conservará la denominación de Estado de Guatemala y los forman los pueblos de Guatemala, reunidos en un solo cuerpo.  El estado de Guatemala es soberano, independiente y libre en su gobierno y administración interior.»
Chimaltenango y Sacatepéquez formaron en ese tiempo un solo departamento, el cual fue establecido de la siguiente forma:
| Cabecera                                                                       | Distritos |
| ------------------------------------------------------------------------------ | --- |
| Antigua Guatemala                                                              | \| - Antigua Guatemala - San Pedro Sacatepéquez - San Lucas Tejar - Chimaltenango \| - Jilotepeque - San Juan Sacatepéquez - Patzún \| |
| - Antigua Guatemala - San Pedro Sacatepéquez - San Lucas Tejar - Chimaltenango | - Jilotepeque - San Juan Sacatepéquez - Patzún                                                                                         |

Por su parte, los poblados del departamento fueron distribuidos de la siguiente forma para la administración de justicia:
| N.º                                                   | Distrito                                                     | Circuito                                      | Poblados |
| ----------------------------------------------------- | ------------------------------------------------------------ | --------------------------------------------- | --- |
| 8                                                     | Sacatepéquez                                                 | La Antigua                                    | - Antigua Guatemala - San Cristóbal Alto - San Miguel Milpas Altas - Santa Ana - Magdalena - San Juan Cascón, San Mateo - Santa Lucía - Santo Tomás - Embaulada - San Bartolomé - San Lucas - Santiago - Cauque - Jocotenango - San Felipe - Ciudad Vieja - San Pedro Las Huertas - Alotenango - San Lorenzo - San Antonio - Dueñas - Zamora - Urías - Santa Catalina - San Andrés y San Bartolomé Aguas Calientes - Santa María - San Juan del Obispo |
| 8                                                     | Sacatepéquez                                                 | San Juan                                      | San Juan Sacatepéquez, Sumpango, Shenacó, San Pedro Sacatepéquez, San Raymundo y «las labores de estas municipalidades, que expresamente no estén agregadas a otro circuito». |
| 8                                                     | Sacatepéquez                                                 | Comalapa                                      | Comalapa, Santa Polonia, Patzum, Tecpam-Guatemala, el Molino, San Martín Jilotepeque y Balanyá |
| 8                                                     | Sacatepéquez                                                 | Chimaltenango                                 | \| - Chimaltenango - Yepocapa - San Miguelito - Parramos \| - San Luis - Itzapa, Calderas, Chimachoy - Patzicía - Nejapa \| - Acatenango - Tuluché - Chicoj - San Jacinto \| |
| - Chimaltenango - Yepocapa - San Miguelito - Parramos | - San Luis - Itzapa, Calderas, Chimachoy - Patzicía - Nejapa | - Acatenango - Tuluché - Chicoj - San Jacinto | |

### Creación del departamento de Sacatepéquez
El 25 de diciembre de 1838 el congreso de la República Federal de Centro América autorizó la creación del Estado de Los Altos; ante esto, el Estado de Guatemala se reorganizó en siete departamentos y dos distritos independientes el 12 de septiembre de 1839: 
- Departamentos: Chimaltenango, Chiquimula, Escuintla, Guatemala, Mita, Sacatepéquez, y Verapaz
- Distritos: Izabal y Petén[20]

La región occidental de Guatemala había mostrado intenciones de obtener mayor autonomía con respecto a las autoridades de la ciudad de Guatemala desde la época colonial, pues los criollos de la localidad consideraban que los criollos capitalinos que tenían el monopolio comercial con España no les daban un trato justo.  Pero este intento de secesión fue aplastado por el general Rafael Carrera, quien reintegró el Estado de Los Altos al Estado de Guatemala en 1840 y luego venció contundentemente al presidente de la República Federal de Centro América, el general liberal hondureño Francisco Morazán en la Ciudad de Guatemala unos cuantos meses después.

### Área y población durante el gobierno de Justo Rufino Barrios
En la siguiente tabla, tomada de la Guía Appleton para México y Guatemala de 1884, se muestra el área, cabecera y la población estimada de Sacatepéquez durante el gobierno de Justo Rufino Barrios, comparada con el departamento de Guatemala y con el resto del país:
| Departamento    | Área (millas²) | Población | Cabecera  | Población |
| --------------- | -------------- | --------- | --------- | --------- |
| Sacatepéquez    | 250            | 48 000    | Antigua   | 15 000    |
| Guatemala       | 700            | 100 000   | Guatemala | 50 000    |
| Total República | 50 600         | 1 198 500 |           |           |

## Datos generales
Altitud:
1530 metros sobre el nivel del mar.
Límites territoriales:
Limita al norte y al oeste con Chimaltenango; al este con Guatemala y al sur con Escuintla. 
Extensión territorial:
465 kilómetros cuadrados.
Fiesta titular:
25 de julio en conmemoración a Santiago Apóstol.
Fundación:
En 1542, después de la destrucción de la segunda capital de Guatemala, por el deslave del volcán de Agua. 
Temperatura:
Máxima 25 grados centígrados. 
Mínima 13 grados centígrados.

## Geografía

### Hidrografía
A este departamento lo riegan varios ríos como el Guacalate, Los Encuentros, Las Cañas, Pensativo, Sumpango. Debido a su ubicación geográfica central no cuenta con lagos ni proximidad a los mares.
El río Guacalate, es uno de los afluentes más importantes en este departamento, tiene sus orígenes en Chimaltenango, atraviesa los departamentos de Sacatepéquez y Escuintla, donde recibe las aguas del río Achiguate y de allí hasta su desembocadura en el canal de Chiquimulilla se llama Achiguate. El río Achiguate nace cerca de Antigua Guatemala, donde se llama río Pensativo.

### Orografía
El departamento de Sacatepéquez pertenece al Complejo Montañoso del Altiplano Central. Su precipitación pluvial anual acumulada es de 952,50 mm, con un clima templado y semifrío.
Aunque su topografía es montañosa y volcánica, existen algunas mesetas muy fértiles. En su territorio se encuentra el volcán de Agua, con una altura de 3753 m s. n. m., el volcán de Fuego con 3835 m s. n. m., y el de Acatenango con 3976 m s. n. m.
Existen cerros de importancia como el cerro del Tigre en San Miguel Dueñas y el cerro de La Bandera en San Lucas Sacatepéquez, célebre porque aquí se libró la batalla de San Lucas en 1871, entre las fuerzas del gobierno y las del general Justo Rufino Barrios.
Asimismo, se encuentran varias montañas de importancia como la de Xenacoj, la de Santa María Cauqué en Santiago Sacatepéquez, las de Soledad y Sunay en Alotenango.

### Zonas de vida vegetal
En el departamento de Sacatepéquez se encuentran 3 zonas de vida vegetal, las que se describen a continuación:

#### Bosque Muy Húmedo Subtropical Cálido bmh-S (c)
Esta zona de vida tiene una precipitación pluvial de 400–600 mm, la biotemperatura es de 21–25 °C, la altura sobre el nivel del mar es de 80–1600 m. Entre la vegetación indicadora, se encuentran: Orbugnya styraciflua, Terinalis amazonia, Ceiba pentandra, Brossiam alicastrum y Enterolubium cyclocarpum. Los cultivos principales de esta zona son: caña de azúcar, banano, café, hule, cacao, cítricos, citronela, maíz, frijol y Andira inermis.

#### Bosque Húmedo Montano Bajo tropical bh-MB
En esta zona de vida se encuentra una precipitación pluvial de 1057–1580 mm, la biotemperatura es de 15–23 °C, la altura sobre el nivel del mar es de 1500–2400 m. Entre la vegetación indicadora se pueden mencionar: Quercus sp., Pinus pseudostrobus, Pinus montezumae, Pinus jorulensis, Ostrys sp., Carpinus sp. y Arbustus xalapensis. Los cultivos principales de esta zona son: Maíz, frijol, trigo, hortalizas de zonas templadas, durazno, pera, manzana y aguacate.

#### Bosque Muy Húmedo Montano Bajo Subtropical bmh-BM
Esta zona de vida cuenta con una precipitación pluvial de 2065–3900 mm, la biotemperatura es de 12,5–18,6 °C, con una altura sobre el nivel del mar de 1800–3000 m. La vegetación indicadora es: Cupressus lusitanica, Chiranthodendron pentadactylon, Pinus ayacahuite, Pinus rudis, Abies guatemalensis, Pinus pseudostrobus. Otro bosque de gran importancia en Sacatepéquez es el que se encuentra en Santo Tomás Milpas Altas que comúnmente es conocido como astillero. Es un bosque montañoso en cuya cima se puede apreciar la ciudad de Guatemala el lago de Amatitlán. También se puede apreciar el volcán de Pacaya y Acatenango.

### Vías de comunicación
Su principal vía de comunicación terrestre es la Carretera Interamericana CA-1; a la altura de San Lucas Sacatepéquez se desvía para llegar a la Antigua Guatemala, atraviesa Parramos y entronca nuevamente con la Carretera Interamericana en Chimaltenango. La otra vía va de San Lucas Sacatepéquez pasa por Chimaltenango y se extiende a los demás departamentos del occidente. Otras rutas de importancia es la nacional 10, que parte de Antigua Guatemala, cruza Palín y llega a Escuintla, donde entronca con la Interoceánica CA-9 y la RD-GUA 16 que conecta Santa Lucía Milpas Altas con Villa Nueva en el Departamento de Guatemala.

## Demografía
Véanse también: Departamentos de Guatemala
A continucación se presenta una lista de datos demográficos recolectados en base al censo del 2018, en donde se destacan tres pilares, como lo son la Población, Vivienda y Educación del Departamento de Sacatepéquez.
 Sacatepéquez cuenta con un total de 330,469 habitantes registrados según los datos del Censo 2018 y para el 2024 se estima un poco más de 410,000 personas en el departamento.
| Gráfica de evolución demográfica de Departamento de Sacatepéquez entre 1880 y 2024                         |
| |
| Población de los censos y conteos del Instituto Nacional de Estadística de Guatemala (INE) de 1880 a 2024. |

| Datos Demográficos según el Censo 2018 | Datos Demográficos según el Censo 2018 | Datos Demográficos según el Censo 2018 |
| Sacatepéquez                           | Sacatepéquez                           | Sacatepéquez                           |
| POBLACIÓN                              | POBLACIÓN                              | POBLACIÓN                              |
| Población Total                        | 330,469                                | 330,469                                |
| -------------------------------------- | -------------------------------------- | -------------------------------------- |
| Hombres                                | 161,691                                | 48.93%                                 |
| Mujeres                                | 168,778                                | 51.07%                                 |
| Población por Grupos de Edad           |                                        |                                        |
| 0-14 años                              | 95,094                                 | 28.78%                                 |
| 15-64 años                             | 215,477                                | 65.20%                                 |
| 65 y más años                          | 19,898                                 | 6.02%                                  |
| Población por Área                     |                                        |                                        |
| Urbano                                 | 292,366                                | 88.47%                                 |
| Rural                                  | 38,103                                 | 11.53%                                 |
| Población por Pueblos                  |                                        |                                        |
| Ladino                                 | 195,101                                | 59.04%                                 |
| Maya                                   | 132,762                                | 40.17%                                 |
| Extranjero                             | 1,486                                  | 0.45%                                  |
| Afrodescendiente                       | 486                                    | 0.15%                                  |
| Garífuna                               | 428                                    | 0.13%                                  |
| Xinka                                  | 206                                    | 0.06%                                  |
| VIVIENDA                               |                                        |                                        |
| Edad Promedio                          | 28.23                                  | 28.23                                  |
| Total Viviendas                        | 76,967                                 | 76,967                                 |
| Promedio Personas                      | 4.29                                   | 4.29                                   |
| EDUCACIÓN                              |                                        |                                        |
| Promedio de Escolaridad                | 7.39 años                              | 7.39 años                              |
| Ninguno                                | 37,690                                 | 12%                                    |
| Pre Primaria                           | 13,966                                 | 4%                                     |
| Primaria                               | 129,724                                | 42%                                    |
| Media                                  | 103,189                                | 34%                                    |
| Superior                               | 21,972                                 | 8%                                     |
| Alfabetismo                            | 90.00%                                 | 90.00%                                 |

## División política
El departamento de Sacatepéquez comprende dieciséis municipios que son:
| 1. Alotenango 2. Antigua Guatemala 3. Ciudad Vieja 4. Jocotenango 5. Magdalena Milpas Altas 6. Pastores 7. San Antonio Aguas Calientes 8. San Bartolomé Milpas Altas 9. San Lucas Sacatepéquez 10. San Miguel Dueñas 11. Santa Catarina Barahona 12. Santa Lucía Milpas Altas 13. Santa María de Jesús 14. Santiago Sacatepéquez 15. Santo Domingo Xenacoj 16. Sumpango |

| Código | Bandera | Municipio                    | Población | Superficie | Densidad | Pueblo más grande |
| 030    |         | Departamento de Sacatepéquez | 414,502   | 465 km²    | 891      | Ladino 59%        |
| ------ | ------- | ---------------------------- | --------- | ---------- | -------- | ----------------- |
| 0301   |         | Antigua Guatemala            | 61,360    | 69         | 889      | Ladino 87%        |
| 0302   |         | Jocotenango                  | 24,463    | 10         | 2,446    | Ladino 92%        |
| 0303   |         | Pastores                     | 20,445    | 19         | 1,076    | Ladino 92%        |
| 0304   |         | Sumpango                     | 48,564    | 62         | 600      | Maya 91%          |
| 0305   |         | Santo Domingo Xenacoj        | 15,476    | 19         | 640      | Maya 87%          |
| 0306   |         | Santiago Sacatepéquez        | 38,667    | 36         | 810      | Maya 82%          |
| 0307   |         | San Bartolomé Milpas Altas   | 8,993     | 5          | 3,900    | Ladino 69%        |
| 0308   |         | San Lucas Sacatepéquez       | 29,902    | 25         | 950      | Ladino 88%        |
| 0309   |         | Santa Lucía Milpas Altas     | 18,253    | 19         | 820      | Ladino 94%        |
| 0310   |         | Magdalena Milpas Altas       | 13,016    | 19         | 620      | Ladino 72%        |
| 0311   |         | Santa María de Jesús         | 27,622    | 23         | 960      | Maya 98%          |
| 0312   |         | Ciudad Vieja                 | 43,690    | 27         | 3,200    | Ladino 97%        |
| 0313   |         | San Miguel Dueñas            | 16,541    | 45         | 730      | Ladino 92%        |
| 0314   |         | Alotenango                   | 29,114    | 38         | 630      | Ladino 55%        |
| 0315   |         | San Antonio Aguas Calientes  | 13,562    | 7          | 1,600    | Maya 88%          |
| 0316   |         | Santa Catarina Barahona      | 4,834     | 31         | 147      | Maya 89%          |

#### Municipio por Población
| Población por municipio del Departamento de Sacatepéquez | Población por municipio del Departamento de Sacatepéquez | Población por municipio del Departamento de Sacatepéquez | Población por municipio del Departamento de Sacatepéquez | Población por municipio del Departamento de Sacatepéquez | Población por municipio del Departamento de Sacatepéquez |
| N.                                                       | Municipio                                                | Estimación                                               | Censo                                                    | Censo                                                    | Crecimiento                                              |
| N.                                                       | Municipio                                                | 2024                                                     | 2018                                                     | 2002                                                     | Δ (2002-2018)                                            |
| -------------------------------------------------------- | -------------------------------------------------------- | -------------------------------------------------------- | -------------------------------------------------------- | -------------------------------------------------------- | -------------------------------------------------------- |
| 1                                                        | Antigua Guatemala                                        | 61 360                                                   | 46 054                                                   | 41 097                                                   | ▲ 11,3%                                                  |
| 2                                                        | Sumpango                                                 | 48 564                                                   | 37 260                                                   | 27 999                                                   | ▲ 28,4%                                                  |
| 3                                                        | Ciudad Vieja                                             | 43 690                                                   | 33 405                                                   | 25 696                                                   | ▲ 26,1%                                                  |
| 4                                                        | Santiago Sacatepéquez                                    | 38 667                                                   | 29 238                                                   | 22 038                                                   | ▲ 28,1%                                                  |
| 5                                                        | Alotenango                                               | 29 114                                                   | 23 986                                                   | 15 848                                                   | ▲ 40,9%                                                  |
| 6                                                        | San Lucas Sacatepéquez                                   | 29 902                                                   | 23 369                                                   | 18 394                                                   | ▲ 23,8%                                                  |
| 7                                                        | Santa María de Jesús                                     | 27 622                                                   | 21 938                                                   | 14 460                                                   | ▲ 41,1%                                                  |
| 8                                                        | Jocotenango                                              | 24 463                                                   | 21 657                                                   | 18 562                                                   | ▲ 15,4%                                                  |
| 9                                                        | Pastores                                                 | 20 445                                                   | 17 814                                                   | 11 682                                                   | ▲ 41,6%                                                  |
| 10                                                       | Santa Lucía Milpas Altas                                 | 18 253                                                   | 15 570                                                   | 10 126                                                   | ▲ 42,4%                                                  |
| 11                                                       | San Miguel Dueñas                                        | 16 541                                                   | 12 696                                                   | 8 966                                                    | ▲ 34,4%                                                  |
| 12                                                       | Santo Domingo Xenacoj                                    | 15 476                                                   | 12 402                                                   | 7 940                                                    | ▲ 43,9%                                                  |
| 13                                                       | Magdalena Milpas Altas                                   | 13 016                                                   | 11 856                                                   | 8 331                                                    | ▲ 34,9%                                                  |
| 14                                                       | San Antonio Aguas Calientes                              | 13 562                                                   | 11 347                                                   | 8 632                                                    | ▲ 27,2%                                                  |
| 15                                                       | San Bartolomé Milpas Altas                               | 8 993                                                    | 7 816                                                    | 5 291                                                    | ▲ 38,5%                                                  |
| 16                                                       | Santa Catarina Barahona                                  | 4 834                                                    | 4 061                                                    | 2 957                                                    | ▲ 31,5%                                                  |
| -                                                        | Sacatepéquez                                             | 414 502                                                  | 330 469                                                  | 248 019                                                  | ▲ 28,50%                                                 |

#### Municipio por sector
|  | 100 % |

|  | 0 % |

|  | 76 % |

|  | 24 % |

|  | 98 % |

|  | 2 % |

|  | 82 % |

|  | 18 % |

|  | 97 % |

|  | 3 % |

|  | 89 % |

|  | 11 % |

|  | 99 % |

|  | 1 % |

|  | 89 % |

|  | 11 % |

|  | 71 % |

|  | 29 % |

|  | 79 % |

|  | 21 % |

|  | 86 % |

|  | 14 % |

|  | 86 % |

|  | 14 % |

|  | 66 % |

|  | 34 % |

|  | 85 % |

|  | 15 % |

|  | 100 % |

|  | 0 % |

|  | 100 % |

|  | 0 % |

|  | 88 % |

|  | 12 % |

## Desarrollo
Véase también: Anexo:Departamentos de Guatemala por IDH
El informe de desarrollo humano publicado en 2022 por el PNUD Guatemala, La celeridad del cambio, una mirada territorial del desarrollo humano 2002 – 2019, donde se observó el cambio y el avance que ha habido en el país entre 2002 y 2019 .  

### IDH Departamental
Sacatepéquez cuenta con un IDH de 0,706 , siendo el departamento junto con Guatemala los únicos en tener un Desarrollo Humano Alto , su IDH municipal es exactamente idéntico. Ya que entre los municipios más poblados se encuentran con distintos puntajes como Antigua Guatemala o Ciudad Vieja que poseen un índice superior al promedio también se destaca Sumpango y Santiago Sacatepéquez que tiene un desarrollo medio y por lo tanto , están debajo del promedio. En 2002, el departamento tenía un IDH de 0,627 , un poco superior al dato del promedio, debido a que los municipios con menor desarrollo crecieron más que los de mejor desarrollo. En perspectiva, el departamento creció un 11,8%  en dieciséis años , un promedio de cinco puntos porcentuales cada año. 
|  | 0,706 |

|  | 0,627 |

|  | 0,706 |

|  | 0,624 |

Los municipios más desarrollados son Jocotenango con un IDH de 0,782 , San Lucas Sacatépequez con 0,777 y Antigua Guatemala con 0,753 . Estos municipios presentan altos niveles de desarrollo debido al desarrollo económico y social que presentan, además estos también coinciden que son de los municipios con menos pobreza. Los menos desarrollados del municipio son Santa María de Jesús con 0,605 , Alotenango con 0,651 y Sumpango con 0,659 , esto se debe a su lejanía de los municipios que poseen mayor desarrollo además de su falta de servicios públicos. 

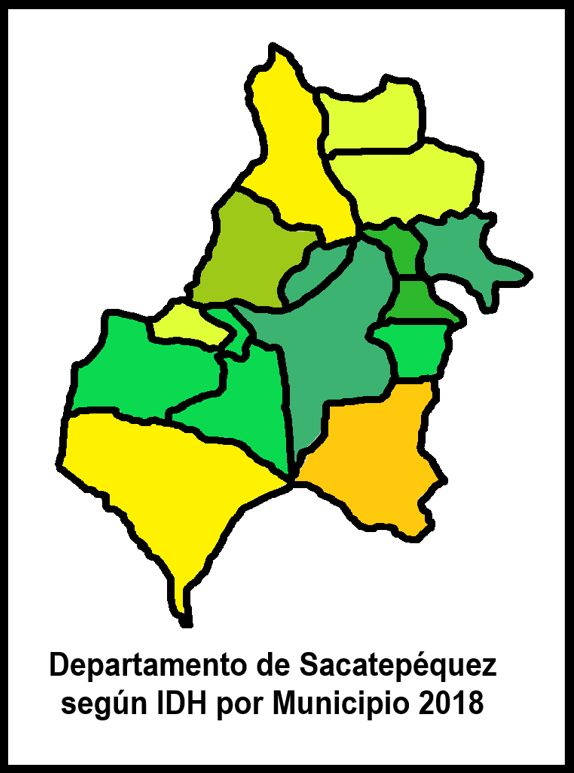
Índice de Desarrollo Humano por municipio del Departamento de Sacatepéquez

| N.           | Municipio                   | IDH 2018 | IDH 2002 | △        |
| Sacatepéquez | Sacatepéquez                | 0,706    | 0,627    | 11.2     |
| IDH Alto     | IDH Alto                    | IDH Alto | IDH Alto | IDH Alto |
| ------------ | --------------------------- | -------- | -------- | -------- |
| 1            | Jocotenango                 | 0,782    | 0,729    | 6.8      |
| 2            | San Lucas Sacatepéquez      | 0,777    | 0,678    | 12.7     |
| 3            | Antigua Guatemala ✪         | 0,753    | 0,698    | 7.3      |
| 4            | Santa Lucía Milpas Altas    | 0,749    | 0,644    | 14.0     |
| 5            | San Bartolomé Milpas Altas  | 0,743    | 0,672    | 9.6      |
| 6            | San Miguel Dueñas           | 0,710    | 0,608    | 14.4     |
| 7            | Ciudad Vieja                | 0,708    | 0,638    | 9.9      |
| 8            | San Antonio Aguas Calientes | 0,706    | 0,645    | 8.6      |
| 9            | Magdalena Milpas Altas      | 0,704    | 0,606    | 13.9     |
| 10           | Pastores                    | 0,699    | 0,620    | 11.3     |
| IDH Medio    |                             |          |          |          |
| 11           | Santa Catarina Barahona     | 0,689    | 0,616    | 10.6     |
| 12           | Santo Domingo Xenacoj       | 0,685    | 0,563    | 17.8     |
| 13           | Santiago Sacatepéquez       | 0,681    | 0,574    | 15.7     |
| 14           | Sumpango                    | 0,659    | 0,569    | 13.7     |
| 15           | Alotenango                  | 0,651    | 0,557    | 14.4     |
| 16           | Santa María Jesús           | 0,608    | 0,513    | 15.6     |
| Promedio     | Promedio                    | 0,706    | 0,620    | -        |

| N. | Municipio                   | IDH Según Indicadores | IDH Según Indicadores | IDH Según Indicadores |
| N. | Municipio                   | Salud                 | Educación             | Nivel de Vida         |
| -- | --------------------------- | --------------------- | --------------------- | --------------------- |
| 1  | Jocotenango                 | 0,935                 | 0,678                 | 0,754                 |
| 2  | San Lucas Sacatepéquez      | 0,923                 | 0,673                 | 0,756                 |
| 3  | Antigua Guatemala ✪         | 0,904                 | 0,632                 | 0,746                 |
| 4  | Santa Lucía Milpas Altas    | 0,913                 | 0,636                 | 0,723                 |
| 5  | San Bartolomé Milpas Altas  | 0,929                 | 0,617                 | 0,715                 |
| 6  | San Miguel Dueñas           | 0,893                 | 0,573                 | 0,700                 |
| 7  | Ciudad Vieja                | 0,892                 | 0,565                 | 0,704                 |
| 8  | San Antonio Aguas Calientes | 0,880                 | 0,585                 | 0,684                 |
| 9  | Magdalena Milpas Altas      | 0,913                 | 0,573                 | 0,665                 |
| 10 | Pastores                    | 0,860                 | 0,577                 | 0,687                 |
| 11 | Santa Catarina Barahona     | 0,840                 | 0,569                 | 0,685                 |
| 12 | Santo Domingo Xenacoj       | 0,896                 | 0,540                 | 0,663                 |
| 13 | Santiago Sacatepéquez       | 0,886                 | 0,528                 | 0,674                 |
| 14 | Sumpango                    | 0,876                 | 0,503                 | 0,651                 |
| 15 | Alotenango                  | 0,840                 | 0,585                 | 0,655                 |
| 16 | Santa María Jesús           | 0,848                 | 0,421                 | 0,629                 |
| -  | Sacatepéquez (Promedio)     | 0,889                 | 0,578                 | 0,693                 |

### Población que vive en el departamento según IDH
| N. | Municipio                   | IDH 2018 | Población | Según Desarrollo |
| -- | --------------------------- | -------- | --------- | ---------------- |
| 1  | Jocotenango                 | 0,782    | 21,657    | 201,584          |
| 2  | San Lucas Sacatepéquez      | 0,777    | 23,369    | 201,584          |
| 3  | Antigua Guatemala ✪         | 0,753    | 46,054    | 201,584          |
| 4  | Santa Lucía Milpas Altas    | 0,749    | 15,570    | 201,584          |
| 5  | San Bartolomé Milpas Altas  | 0,743    | 7,816     | 201,584          |
| 6  | San Miguel Dueñas           | 0,710    | 12,696    | 201,584          |
| 7  | Ciudad Vieja                | 0,708    | 33,405    | 201,584          |
| 8  | San Antonio Aguas Calientes | 0,706    | 11,347    | 201,584          |
| 9  | Magdalena Milpas Altas      | 0,704    | 11,856    | 201,584          |
| 10 | Pastores                    | 0,699    | 17,814    | 201,584          |
| 11 | Santa Catarina Barahona     | 0,689    | 4,061     | 128,885          |
| 12 | Santo Domingo Xenacoj       | 0,685    | 12,402    | 128,885          |
| 13 | Santiago Sacatepéquez       | 0,681    | 29,238    | 128,885          |
| 14 | Sumpango                    | 0,659    | 37,260    | 128,885          |
| 15 | Alotenango                  | 0,651    | 23,986    | 128,885          |
| 16 | Santa María Jesús           | 0,608    | 21,938    | 128,885          |
|    | Sacatepéquez                | 0,706    | 0,706     | 0,706            |

## Educación

#### Departamental
Sacatepéquez es el segundo departamento con mayor tasa de alfabetismo con un 91.5%  según las proyecciones de CONALFA, en base al dato otorgado por el Censo 2018 que fue del 90.0% , el departamento posee una tasa mayor al promedio nacional que es de 84% al 2023.
| Departamento | Año    | Población (15 años y más) | Alfabeto | Alfabeto | Analfabeto | Analfabeto | ▲      |
| Departamento | Año    | Población (15 años y más) | %        | POB      | %          | POB        | ▲      |
| ------------ | ------ | ------------------------- | -------- | -------- | ---------- | ---------- | ------ |
| Sacatepéquez | 2023 P | 306,906                   | 91.50    | 280,822  | 8.50       | 26,084     | ▲ 1.50 |
| Sacatepéquez | 2018   | 287,301                   | 90.00    | 259,175  | 10.00      | 28,126     | ▲ 7.37 |
| Sacatepéquez | 2002   | 200,834                   | 82.63    | 165,948  | 17.37      | 34,886     | ▲ 9.97 |
| Sacatepéquez | 1981   | 92,809                    | 72.66    | 67,431   | 27.34      | 25,378     | -      |

#### Municipal
| Municipio                   | Alfabetismo | Alfabetismo | Avance (Alfabetización) |
| Municipio                   | 2018        | 2002        | (2002-2018)             |
| --------------------------- | ----------- | ----------- | ----------------------- |
| Jocotenango                 | 96.3        | 91.6        | ▲ 4.71                  |
| San Lucas Sacatepéquez      | 96.0        | 87.8        | ▲ 8.15                  |
| San Bartolomé Milpas Altas  | 95.9        | 88.3        | ▲ 4.34                  |
| Santa Lucía Milpas Altas    | 95.7        | 91.4        | ▲ 7.60                  |
| Santa Catarina Barahona     | 93.4        | 90.9        | ▲ 2.58                  |
| Antigua Guatemala           | 93.3        | 88.2        | ▲ 5.09                  |
| San Antonio Aguas Calientes | 93.1        | 89.6        | ▲ 3.46                  |
| Magdalena Milpas Altas      | 92.6        | 86.2        | ▲ 6.42                  |
| Ciudad Vieja                | 92.2        | 85.1        | ▲ 7.11                  |
| Pastores                    | 92.1        | 85.3        | ▲ 6.80                  |
| San Miguel Dueñas           | 88.9        | 78.7        | ▲ 10.17                 |
| Santo Domingo Xenacoj       | 86.1        | 74.1        | ▲ 9.32                  |
| Alotenango                  | 86.0        | 76.7        | ▲ 12.00                 |
| Santiago Sacatepéquez       | 85.6        | 76.0        | ▲ 9.58                  |
| Sumpango                    | 84.6        | 75.1        | ▲ 9.54                  |
| Santa María de Jesús        | 74.7        | 64.5        | ▲ 10.19                 |
| Sacatepéquez                | 90.0        | 82.6        | ▲ 7.37                  |

### Nivel de Escolaridad
| Municipio                   | Promedio de Escolaridad | Promedio de Escolaridad |
| Municipio                   | 2018                    | 2002                    |
| --------------------------- | ----------------------- | ----------------------- |
| San Lucas Sacatepéquez      | 9.69                    | 6.64                    |
| Jocotenango                 | 9.59                    | 7.37                    |
| Antigua Guatemala           | 8.76                    | 6.75                    |
| San Bartolomé Milpas Altas  | 8.60                    | 6.43                    |
| Santa Lucía Milpas Altas    | 8.36                    | 5.70                    |
| San Antonio Aguas Calientes | 7.40                    | 5.46                    |
| Pastores                    | 7.37                    | 5.20                    |
| Ciudad Vieja                | 7.23                    | 5.25                    |
| Magdalena Milpas Altas      | 6.99                    | 4.82                    |
| San Miguel Dueñas           | 6.87                    | 4.46                    |
| Santa Catarina Barahona     | 6.86                    | 5.11                    |
| Santiago Sacatepéquez       | 6.35                    | 4.18                    |
| Santo Domingo Xenacoj       | 6.34                    | 4.08                    |
| Sumpango                    | 6.01                    | 4.23                    |
| Alotenango                  | 6.00                    | 4.16                    |
| Santa María de Jesús        | 4.69                    | 3.14                    |
| Sacatepéquez                | 7.39                    | 5.35                    |

## Costumbres y tradiciones

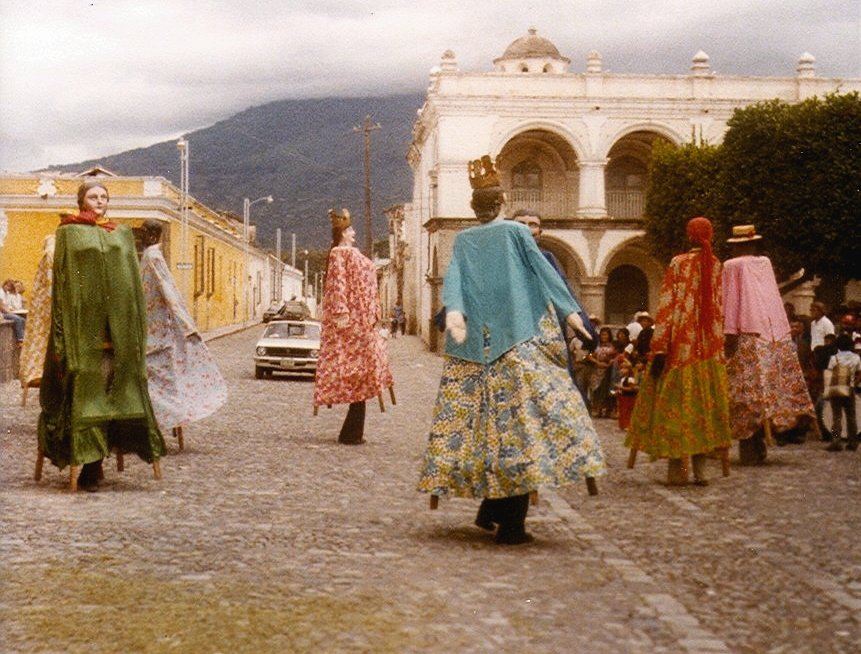
Baile de gigantes en la calle frente a la Catedral, en la plaza principal celebrando el día del Corpus Christi, La Antigua Guatemala, 14 de junio de 1979.

Sacatepéquez es uno de los departamentos de Guatemala más deslumbrantes en cuanto a tradiciones orales, no solo por su peculiar posición geográfica sino también por su extraordinaria herencia cultural.
Entre las tradiciones orales, cuentan las leyendas anímicas de aparecidos y ánimas en pena, como "la leyenda del sombrerón", "la llorona", "los rezadores", "el cadejo", "el cura sin cabeza".
Durante el año, se celebran varias festividades tradicionales, principalmente el día de los Santos, Concepción, Corpus Christi, Navidad y Año Nuevo, y otras, pero con mayor solemnidad y fervor religioso, se conmemora la Pasión de Cristo durante la Semana Santa presentando solemnes ceremonias religiosas en los templos católicos e impresionantes procesiones que recorren la ciudad, cuyas calles lucen artísticas alfombras multicolores de flores y aserrín al paso de bellas imágenes conducidas por los devotos. La religión predominante es la católica con mayor arraigo y tradición.

## Idioma
En este departamento el idioma español, por ser el idioma oficial del país, es la más difundida y más hablada en todos los ámbitos, aunque el kaqchiquel también es muy hablada por los habitantes de dicha etnia en todos los municipios del departamento. Por su parte, el inglés se habla para el turismo con extranjeros que no hablan el español en el municipio de Antigua Guatemala, uno de los destinos turísticos más importantes del país.

## Religión
| Religión en Sacatepéquez (2018) | Religión en Sacatepéquez (2018) | Religión en Sacatepéquez (2018) | Religión en Sacatepéquez (2018) | Religión en Sacatepéquez (2018) |
| ------------------------------- | ------------------------------- | ------------------------------- | ------------------------------- | ------------------------------- |
| Religión                        | Religión                        |                                 | Porcentaje                      | Porcentaje                      |
| Católicos                       | Católicos                       |                                 | 50 %                            | 50 %                            |
| Protestantes y Evangélicos      | Protestantes y Evangélicos      |                                 | 40 %                            | 40 %                            |
| Sin Religión                    | Sin Religión                    |                                 | 6 %                             | 6 %                             |
| Otras religiones                | Otras religiones                |                                 | 4 %                             | 4 %                             |

Según estimaciones, en Sacatepéquez hay 2 religiones que se practican mucho: entre ellas están el Catolicismo y el Protestantismo. El Catolicismo representa el 50 % de la población y el protestantismo representa el 40 % dividido en muchas denominaciones, mientras que el 6 % de la población no pertenece a ninguna religión y el 4 % pertenecen a otras religiones.

## Economía
Su principal fuente de ingresos, además del turismo, es la agricultura. Sus tierras son fértiles, por lo que su producción agrícola es grande y variada, sobresale el café de muy buena calidad, la caña de azúcar, trigo, maíz, frijol, hortalizas de zonas templadas, como el cultivo de zanahoria, ejote y arvejas; entre las frutas se pueden mencionar el durazno, pera, manzana y aguacate; actualmente sobresale la producción de flores. Así mismo hay crianza de ganados vacuno y caballar.
En cuanto a las artesanías populares, es uno de los departamentos más importantes, pues se elaboran tejidos típicos como lo muestra la gran cantidad de trajes típicos usados por los indígenas, las mujeres son las que más lo conservan. La cerámica se puede dividir en vidriada mayólica y pintada; actualmente Antigua Guatemala es el principal productor de cerámica mayólica.
La cestería es el arte de entretejer fibras de palma, tule, mimbre, cibaque, paja de trigo, bambú y corteza de cajeta para producir recipientes y objetos planos con el propósito de guardar y acarrear diversos artículos; de la jarcia se elaboran hamacas, redes de carga, bolsas y gamarrones, para su elaboración se utiliza la fibra de maguey; se elaboran muebles de madera de pino blanco, cedro y caoba; los instrumentos musicales que se elaboran son la guitarra, violines y contrabajos; se fabrican petates de palma, productos metálicos como balcones, faroles, tocadores, aldabones y lámparas.
La orfebrería se trabaja con oro y plata realizando cadenas, pulseras, anillos, esclavas, y dijes; los candiles, candeleros y lámparas se elaboran de hojalata; en cerería se elaboran velas de diferentes colores y tamaños, veladoras, palmatorias, cirios y los exvotos. Existe diversidad de trabajos y especialidades de cuero siendo algunos las bolsas, monederos, carteras, billeteras, maletines y cinturones.

## Atractivos turísticos y sitios arqueológicos

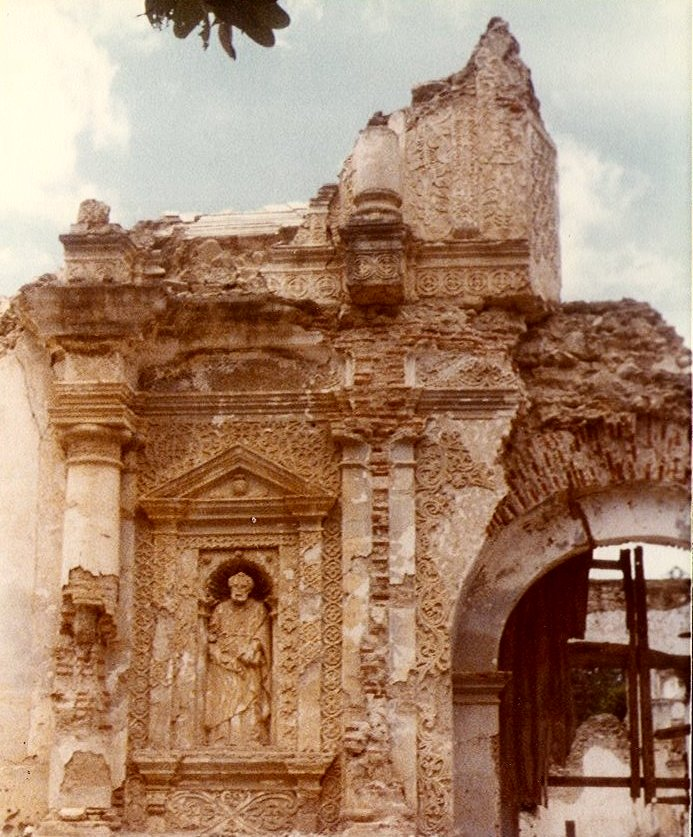
Ruinas de la iglesia de San Sebastián, La Antigua Guatemala.

El departamento de Sacatepéquez cuenta con una diversidad de atractivos turísticos, como la elaboración de Botas de cuero en Pastores Sacatepéquez, el mercado de San Lucas Sacatepéquez que es visitado por sus platos típicos, la iglesia de Jocotenango y su mercado, el volcán de Agua, el mirador del cerro de la Cruz de donde se observa la ciudad colonial y el paisaje, la elaboración y concurso de barriletes en Santiago Sacatepéquez y Sumpango, las ventas de artículos típicos en San Antonio Aguas Calientes, las ventas en el mercado de artesanías en La Antigua Guatemala.
La mayoría de los sitios arqueológicos se encuentran en la cabecera departamental que es Antigua Guatemala, siendo algunos de ellos: La Catedral Metropolitana, el Palacio de los Capitanes Generales, el Palacio del Noble Ayuntamiento, el Palacio Arzobispal, la Iglesia La Merced, se venera a Jesús Nazareno, espléndido ejemplo de la imaginería colonial. La Iglesia de San Francisco es del estilo barroco hispanoamericano, donde se encuentra la tumba del Santo Hermano Pedro de Bethancourt; Santa Clara, la iglesia de la Recolección, convento de las Capuchinas que es el quinto y último convento femenino fundado en Santiago, La Casa Popenoe, que aún conserva muebles y una cocina de esa época, Casa K'ojom que está ubicada en la calle de la recolección, es un centro de investigación de la música tradicional guatemalteca y comprende un museo de instrumentos musicales tradicionales.

## Ubicación geográfica
Está rodeado por los siguientes departamento de la República de Guatemala:
| Noroeste: Chimaltenango | Norte: Chimaltenango y Guatemala | Nordeste: Guatemala |
| Oeste: Chimaltenango    |                                  | Este: Guatemala     |
|                         | Sur: Escuintla                   |                     |